# ابراهیم حلیم
ابراهیم حلیم پاشا (؟ -۱۹۰۴م) تاریخ‌نگار مصری قفقازی‌اصل بود. بازرس کل اوقاف در دمنهور بود. التحفة الحلیمیة فی تاریخ الدولة العلیة را نگاشت که حوادث سال ۱۲۹۳ق را در آن گردآورده.